# سرگذشت زنوبلید ۳
سرگذشت زنوبلید ۳ (انگلیسی: Xenoblade Chronicles 3) یک بازی ویدئویی در سبک نقش‌آفرینی اکشن است که توسط مانولیت سافت توسعه یافته و به‌وسیلهٔ نینتندو در ژوئیه ۲۰۲۲، و به‌طور انحصاری برای کنسول نینتندو سوئیچ منتشر شده‌است. این بازی به صورت جهان باز است که ادامه‌ای از سری سرگذشت زنوبلید می‌باشد.